# Kierunek Berlin
Kierunek Berlin – polski film wojenny z 1968 roku. Część pierwsza fresku wojennego w reżyserii Jerzego Passendorfera. Stanowi pierwszą część powstałego 6 lat później filmu Zwycięstwo, stworzonego z połączenia i skrócenia Kierunku Berlin i Ostatnich dni z 1969. 
Film kręcony na poligonie Biedrusko.

## Fabuła
Akcja filmu dzieje się w kwietniu 1945 roku, w ostatnich dniach II wojny światowej, gdy na rubieży Siekierek nad Odrą stanęła 1 Armia Wojska Polskiego. Przed żołnierzami m.in. 3 plutonu 1 kompanii 1 Praskiego Pułku Piechoty stoi zadanie sforsowanie rzeki. 
Plejada ówczesnych gwiazd polskiego kina zaprezentowała postacie charakterystyczne dla składu Wojska Polskiego idącego ze wschodu na Berlin. Centralną postacią filmu jest kreowany przez Wojciecha Siemiona doświadczony żołnierz i były partyzant, kawaler Krzyża Walecznych, kpr. Wojciech Naróg.  

## Obsada aktorska
- Wojciech Siemion – kapral Wojciech Naróg
- Krzysztof Chamiec – porucznik Kaczmarek, dowódca plutonu
- Michał Szewczyk – szeregowiec Michał Badzioch
- Jerzy Jogałła – szeregowy Zbigniew Zalewski
- Wacław Kowalski – szeregowiec Ostrejko
- Marian Łącz – plutonowy Walasek
- Stanisław Milski – starszy szeregowiec Stanisław Fronczak
- Wojciech Pilarski – szeregowiec Wojciech Bagiński
- Nikołaj Rybnikow – kapitan Wsiewołod Iwanowicz Polak, dowódca kompanii
- Zbigniew Józefowicz – pułkownik
- Franciszek Trzeciak

## Nawiązania i powieść
Film jest prequelem nakręconego w 1963 r. również przez Jerzego Passendorfera filmu Skąpani w ogniu, ekranizacji wcześniej napisanej powieści Wojciecha Żukrowskiego. Bohaterem łączącym oba filmy jest kapral Naróg, w Skąpanych w ogniu jedna z kilku ważnych postaci, w opisywanym filmie postać główna. 
W przypadku filmu Kierunek Berlin najpierw jednak powstał scenariusz filmowy nawiązujący do wcześniejszej powieści, a po premierze filmu, w 1970 r. ukazała się książka pod tym samym tytułem łącząca w sobie wydarzenia zarówno z Kierunku Berlin jak i Ostatnich dni.